# Oxyopes megalops
Oxyopes megalops là một loài nhện trong họ Oxyopidae.
Loài này thuộc chi Oxyopes. Oxyopes megalops được Lodovico di Caporiacco miêu tả năm 1947.